# Guido Balsamo Stella
Guido Maria Balsamo Stella, né le 1er janvier 1882 à Turin et mort le 1er janvier 1941 à Asolo, est un peintre et graveur italien.

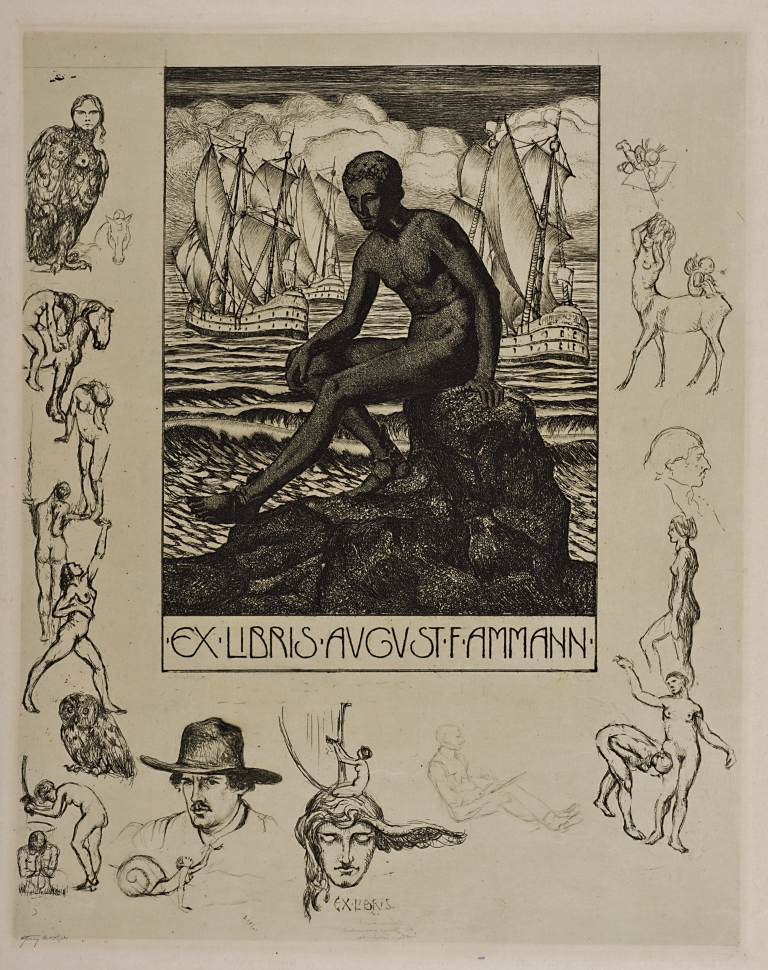
Guido Balsamo Stella Ex Libris August Ammann

## Biographie
Né à Turin de Luigi Balsamo et de Celestina Sommariva, il perd rapidement son père et acquiert le double nom de famille du second mari de sa mère, le vénitien Alessandro Stella. En 1896, il suit sa famille et quitte Venise pour revenir à Turin.
On ne sait rien de sa formation. En 1901, il commence à travailler dans un atelier de peinture à Ca 'Pesaro mais parce que la municipalité locale, contrairement à la volonté de la Duchesse Felicita Bevilacqua La Masa, exige le paiement d'un loyer, Guido part après moins de deux ans et demi. De 1903 à 1904, il suit quelques cours à l'École libre du nu de l'Académie vénitienne.
Balsamo Stella se rend bientôt à Munich, où il a des contacts avec la Sécession munichoise, en particulier avec Dagobert Peche et Felice Rix. À partir de 1909, il fréquente l'Académie des Beaux-Arts de Munich où il a pour professeur Albert Welti, élève d'Arnold Böcklin. Il présente certaines de ses œuvres aux expositions de la Sécession au Glasspalast, tout en travaillant à la production d'ex-libris.
En 1914, il obtient un prix à la 11e Biennale de Venise pour sa gravure : "Il Vitello d'oro".
Pendant la Première Guerre mondiale, il s'installe en Suède avec sa femme Anna Akerdahl, également peintre. Il se consacre à la gravure à l'eau-forte et à l'étude des techniques de gravure sur verre aux côtés des maîtres verriers d' Orrefors et, à son retour en Italie, il devient un partisan du renouveau de l'artisanat du verre de Murano.
À son retour en Italie, il vit d'abord à Florence où, à partir de 1922, il   enseigne à l'Institut royal d'art de S. Croce ; il crée également un laboratoire de verre à Colle Val d'Elsa.

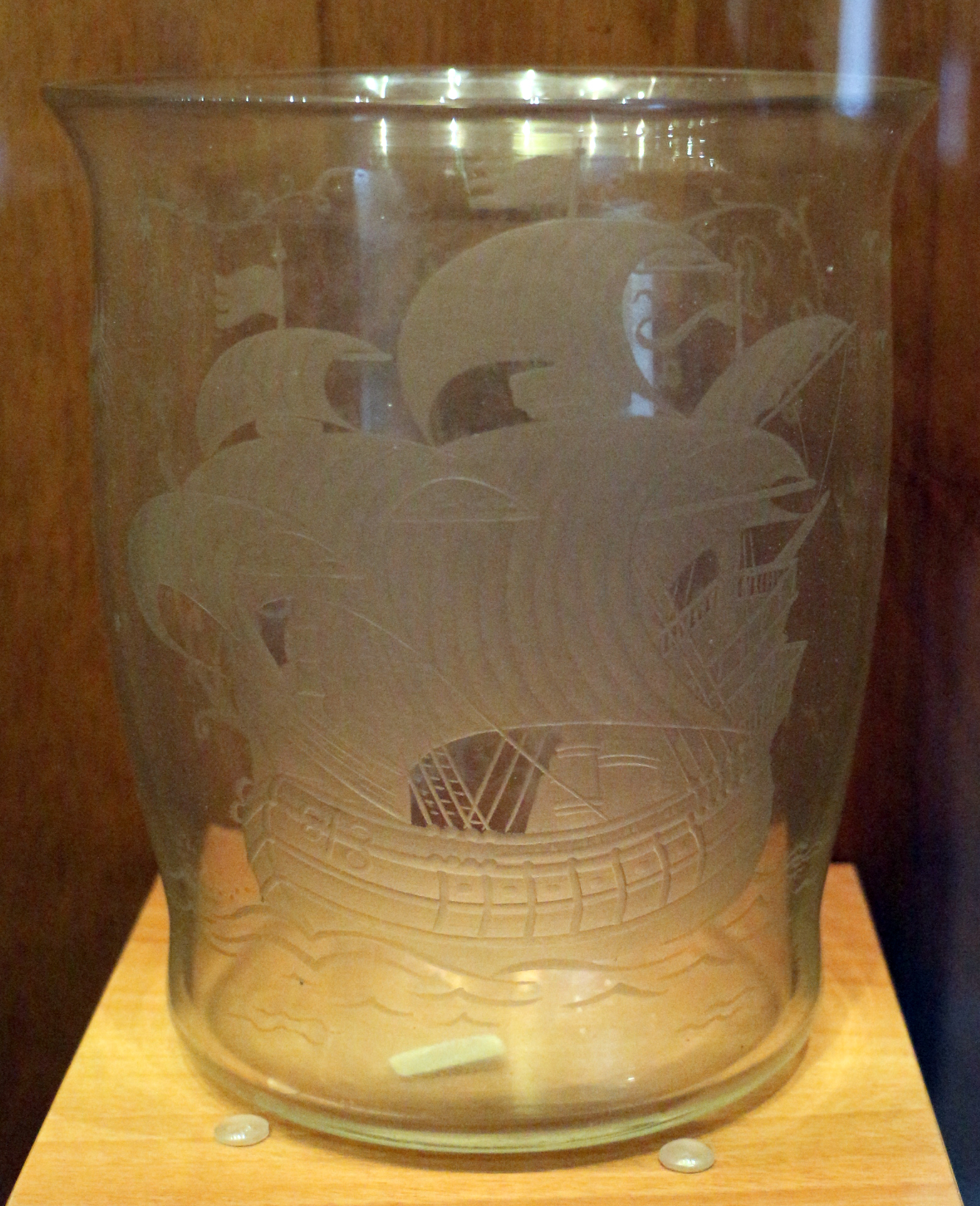
Venise, Guido Balsamo Stella, vase en cristal, 1927

Par la suite, il devient directeur de l'École nationale d'art du bois d'Ortisei à Val Gardena (1924-1927), d'où il est toutefois retiré à la demande des producteurs d'art sacré qui le jugent trop novateur. Il enseigne ensuite à l'Institut national d'art Pietro Selvatico de Padoue (1927-1929). En 1929, il travaille à Murano au SALIR (Studio Ars Labor Industrie Riunite).
En 1929, il est appelé à Monza pour diriger le prestigieux Institut supérieur des industries artistiques (ISIA) où il reste jusqu'en 1932. À partir de 1936, il dirige l'Institut d'État d'art de Venise. Guido Balsamo Stella meurt subitement à Asolo en 1941.